# Geena Lisa Peeters
Geena Lisa, pseudoniem van Gina Peeters (Hamme, 20 juli 1972) is een Vlaamse presentatrice, omroepster, zangeres en gelegenheidsactrice.

## Biografie
Als jong meisje stond Peeters al regelmatig op het podium met de Layabouts, de rockgroep van haar vader en oom. Samen met onder andere haar nichtje verzorgde ze de achtergrondzang. Na haar studie aan de kunsthumaniora in Antwerpen ging ze aan de slag in het reclamebureau van haar vader. In 1992 deed ze auditie bij de The Dinky Toys, waarmee ze twee jaar lang als achtergrondzangeres door Vlaanderen toerde.
Geena Lisa is daarnaast bekend van het VRT-programma Fata Morgana, dat ze elke zomer op locatie presenteerde, samen met Sergio en later met Steph Goossens. Ook presenteerde ze het programma Dans Mondial. Geena Lisa was ook omroepster van Eén, tot aan het opdoeken van de omroepsters in juli 2015. Ze presenteerde daarnaast het radioprogramma De raadkamer op Radio 2 en ze was twee seizoenen lang jurylid van het programma Steracteur Sterartiest. Geena Lisa nam in 2008 met het liedje Wheel Of Time deel aan Eurosong 2008. Hier eindigde ze vijfde in de tweede halve finale.
Als actrice verscheen ze in onder meer Wat nu weer?!, de kortfilm Straffe Koffie, Oesje!, De (v)liegende doos en Het Peulengaleis. Haar grootste rol was die van Cathy Vanbrabant in Stille Waters.
Geena Lisa trouwde in 1998 met Marc Diericx, alias Coco Jr., die ze leerde kennen bij de The Dinky Toys. Samen kregen ze twee zonen. Het koppel ging in 2008 uiteen.
In de zomers van 2010 tot en met 2014 presenteerde ze het muziekprogramma Vlaanderen Muziekland op Eén. Samen met Bart Peeters presenteerde ze in 2012, 2013 en 2014 Radio 2 Zomerhit. Ook in 2015 presenteert ze de prijsuitreiking. Op 11 juli 2015 presenteerde ze Vlaanderen Feest!, een muziekevenement op de Antwerpse Grote Markt voor de Vlaamse feestdag, dat op Eén werd uitgezonden.
In 2016 kreeg Vlaanderen Muziekland een vervolg als stadsfestival van Sint-Truiden. Dit "Vlaanderen Muziekland XL" zal ook gepresenteerd worden door Peeters, maar komt niet op televisie.
Nadat Eén ophield met omroepsters te werken, werd Geena Lisa "schermmedewerkerscoördinator" bij de VRT.
In 2020 werd ze actrice in een Vlaamse versie van de musical The Sound of Music.
Sinds 2020 presenteert ze op TV Plus het praatprogramma Gelukkig zijn, dat een tweede seizoen kreeg in 2021. Eind 2021 kreeg ze op die zender een praatprogramma over positiviteit met bekende Vlamingen: Positivi-tijd.
In 2021 trad ze voor het eerst op als musicalactrice in The Sound Of Music.
Peeters was goed bevriend met collega-omroepster en -presentatrice Yasmine, met wie ze ook samen kleine muziekoptredens deed, samen met Truus Druyts.
Eind 2022 werd ze bij de VRT ontslagen in het kader van het "transformatieplan" van de omroep, waarbij tientallen medewerkers werden ontslagen.
Na haar ontslag bleef ze actief als coach, musicalactrice en zangeres. Ze getuigde meermaals over toxische relaties, waar ze zelf privé en persoonlijk mee te kampen kreeg. Het resulteerde in een boek (Narcisme en toxische relaties (ont)snappen, 2023) en een single (De liefdesleugen, 2025).

## Trivia
- De artiestennaam Geena Lisa is ontstaan uit haar echte voornaam Gina en Lisa Bonet, de voormalige vrouw van Lenny Kravitz, van wie Peeters een grote fan was.